# Leiopsammodius laevicollis
Leiopsammodius laevicollis är en skalbaggsart som beskrevs av Johann Christoph Friedrich Klug 1845. Leiopsammodius laevicollis ingår i släktet Leiopsammodius och familjen Aphodiidae. Inga underarter finns listade i Catalogue of Life.